# Getto van Bersjad
Het getto van Bersjad (Oekraïens: Бершадь) was een getto voor Joden in de Oekraïense stad Bersjad. Het werd na de bezetting van het gebied als uitvloeisel van het nazistische antisemitisme door het Roemeense leger aangewezen als verplicht woonoord. 

## Geschiedenis
Het gouvernement Transnistrië was na de Roemeens-Duitse verovering van Oekraïne op 19 augustus 1941 onder Roemeens militair bestuur gesteld. De Roemenen besloten Bersjad om te vormen tot een getto waarin Joden werden samengedreven. In totaal werden er 25.000 mensen naar het getto gedeporteerd. Ze waren afkomstig uit Bessarabië en Boekovina. Velen kwamen er onder erbarmelijke omstandigheden door voedselgebrek of ziekte om het leven. 
In augustus 1942 verbleven er nog tienduizend Joden in het getto. De situatie verbeterde nadat een Joodse organisatie uit Boekarest werd toegestaan hulp te verlenen. Er kwam een ziekenhuis, een apotheek, een gaarkeuken en een weeshuis. 
In het getto ontstond een gewapende verzetsbeweging, die samenwerkte met  partizanen uit de Sovjet-Unie.